# Aleja Stepana Bandery w Kijowie
Aleja Stepana Bandery (ukr. Проспект Степана Бандери, Prospekt Stepana Bandery) – aleja w Kijowie w rejonach obołońskim i podilskim. Biegnie przez dzielnice Obołoń, Petriwkę i Kureniwkę, łącząc ulice Kureniwską i Cyrylowską z Mostem Północnym. Na odcinku między ulicą Nowokonstantynowską a Mostem Północnym aleja jest częścią Małej Obwodnicy Kijowa.

## Nazwy
- Ulica Czerwonokozacka (1961–1975) – na cześć oddziałów Czerwonych Kozaków, wchodzących w skład armii bolszewickiej Ukraińskiej Ludowej Republiki Rad, którzy w 1918 wyzwolili podkijowską Kureniwkę od petlurowców[1][a].
- Aleja Czerwonych Kozaków (1975–2003) – po przekształceniu na drogę ekspresową, na cześć formacji wojskowej, utworzonej na Ukrainie dla obrony władzy radzieckiej na Ukrainie i rozgromienia nacjonalistycznej i kontrrewolucyjnej Centralnej Rady[2][a].
- Aleja Moskiewska[3] (2003–2016) – na cześć przyjacielskich stosunków między miastami partnerskimi Kijowem i Moskwą[4][a].
- Aleja Stepana Bandery[5][6] (od 2016) – nazwa przyjęta 7 lipca 2016 na cześć Stepana Bandery, jednego z przywódców Organizacji Ukraińskich Nacjonalistów.

## Proces zmiany nazwy (2016-2021)
7 lipca 2016 Rada Miejska w Kijowie przyjęła uchwałę o zmianie nazwy Alei Moskiewskiej na Aleję Stepana Bandery. Za przyjęciem uchwały zagłosowało 87 z 97 radnych miejskich, biorących udział w głosowaniu.
Przed głosowaniem, za pośrednictwem strony internetowej Kijowskiej Miejskiej Administracji Państwowej, zostały przeprowadzone konsultacje społeczne, podczas których 3146 mieszkańców opowiedziało się za zmianą nazwy, a 2548 przeciwko.
W odpowiedzi na decyzję radnych została wniesiona  petycja w sprawie zmiany nazwy alei na inną, bardziej neutralną. Autor petycji zwrócił uwagę na niejednoznaczną ocenę Stepana Bandery wśród obywateli Ukrainy. Jednak podczas liczenia głosów, administracja miejska dopatrzyła się licznych nieprawidłowości, związanych z wielokrotnym głosowaniem tych samych osób, skutkiem czego pozostawiła petycję bez rozpatrzenia.
25 czerwca 2019 Okręgowy Sąd Administracyjny w Kijowie unieważnił uchwałę Rady Miejskiej i przywrócił poprzednią nazwę alei. W odpowiedzi pełnomocnicy administracji miejskiej wnieśli apelację od wyroku, skutkiem czego do czasu rozstrzygnięcia sporu przez sąd wyższej instancji uchwała Rady Miejskiej pozostawała w mocy.
9 grudnia 2019 roku Szósty Apelacyjny Sąd Administracyjny potwierdził legalność uchwał o zmianie nazw alei Moskiewskiej i Generała Watutina na aleje Stepana Bandery i Romana Szuchewycza.
11 lutego 2021 roku Okręgowy Sąd Administracyjny w Kijowie częściowo uwzględnił pozew stowarzyszenia Hromadśkyj kontrol i poriadok, przywracając niektóre z danych nazw ulic w Kijowie, w tym Aleję Moskiewską w miejsce Alei Stepana Bandery. Kijowska Miejska Administracja Państwowa złożyła apelację od wyroku.
22 kwietnia 2021 Szósty Apelacyjny Sąd Administracyjny w Kijowie potwierdził legalność zmiany nazwy Alei Moskiewskiej na Aleję Stepana Bandery.

## Obiekty
Parki
- Park Kureniwski.

Stacje kolejowe w pobliżu
- Stacja metro Poczajna.
- Stacja kolejowa Poczajna.
- Stacja kolejowa Kureniwka.

Urzędy

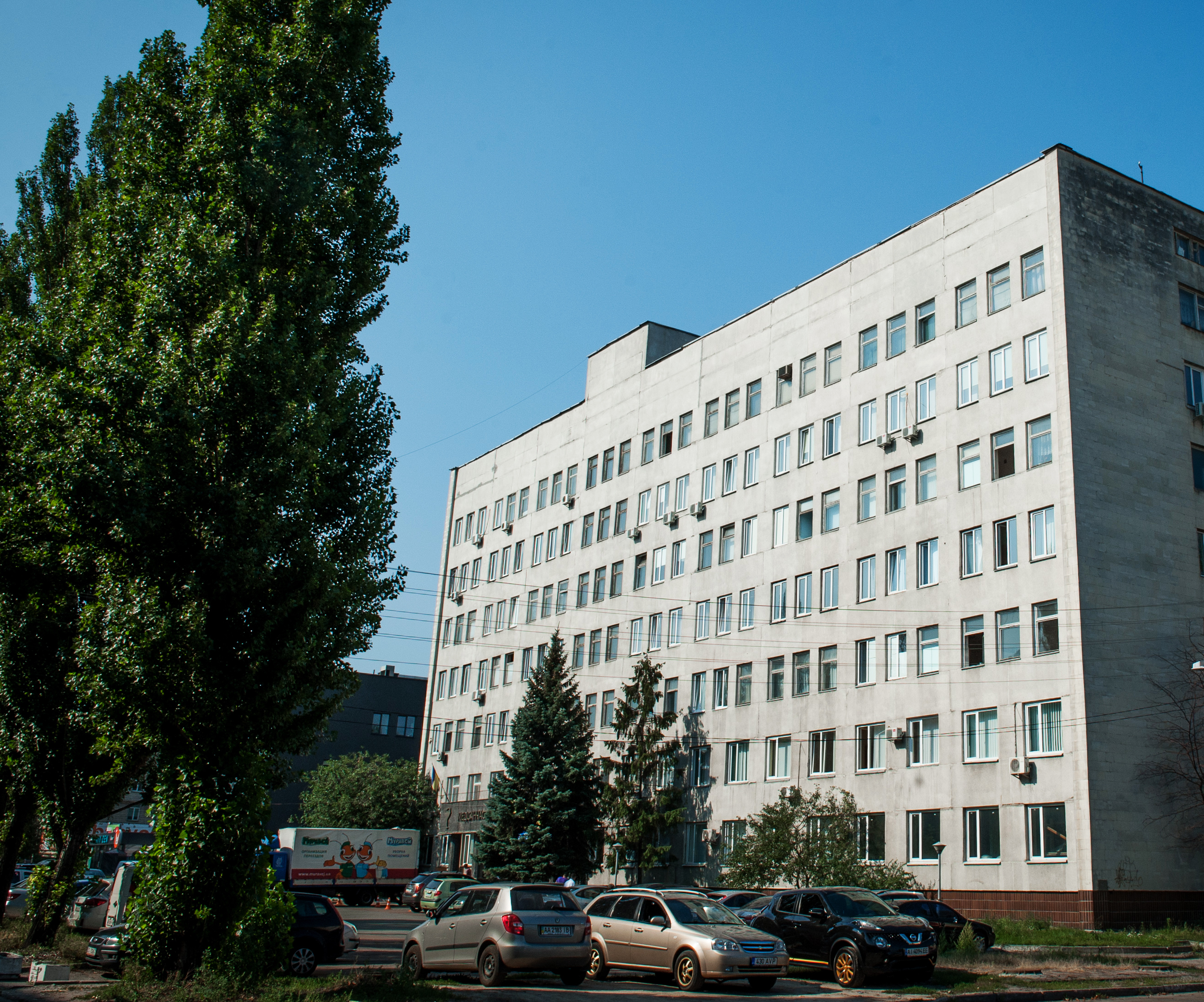
Siedziba Narodowej Służby Zdrowia Ukrainy.

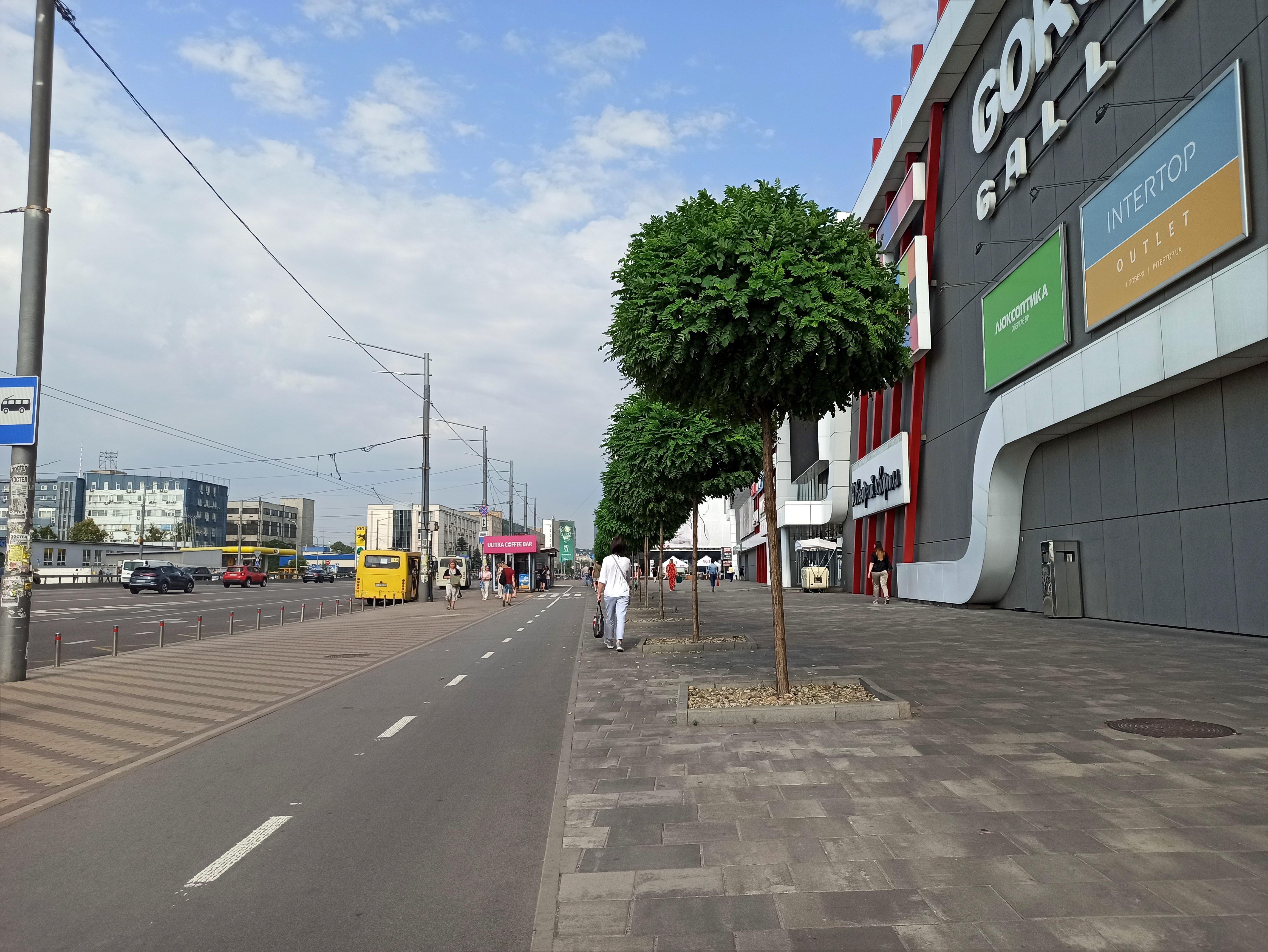
Ścieżka rowerowa przy centrum handlowym "Horod'OK".

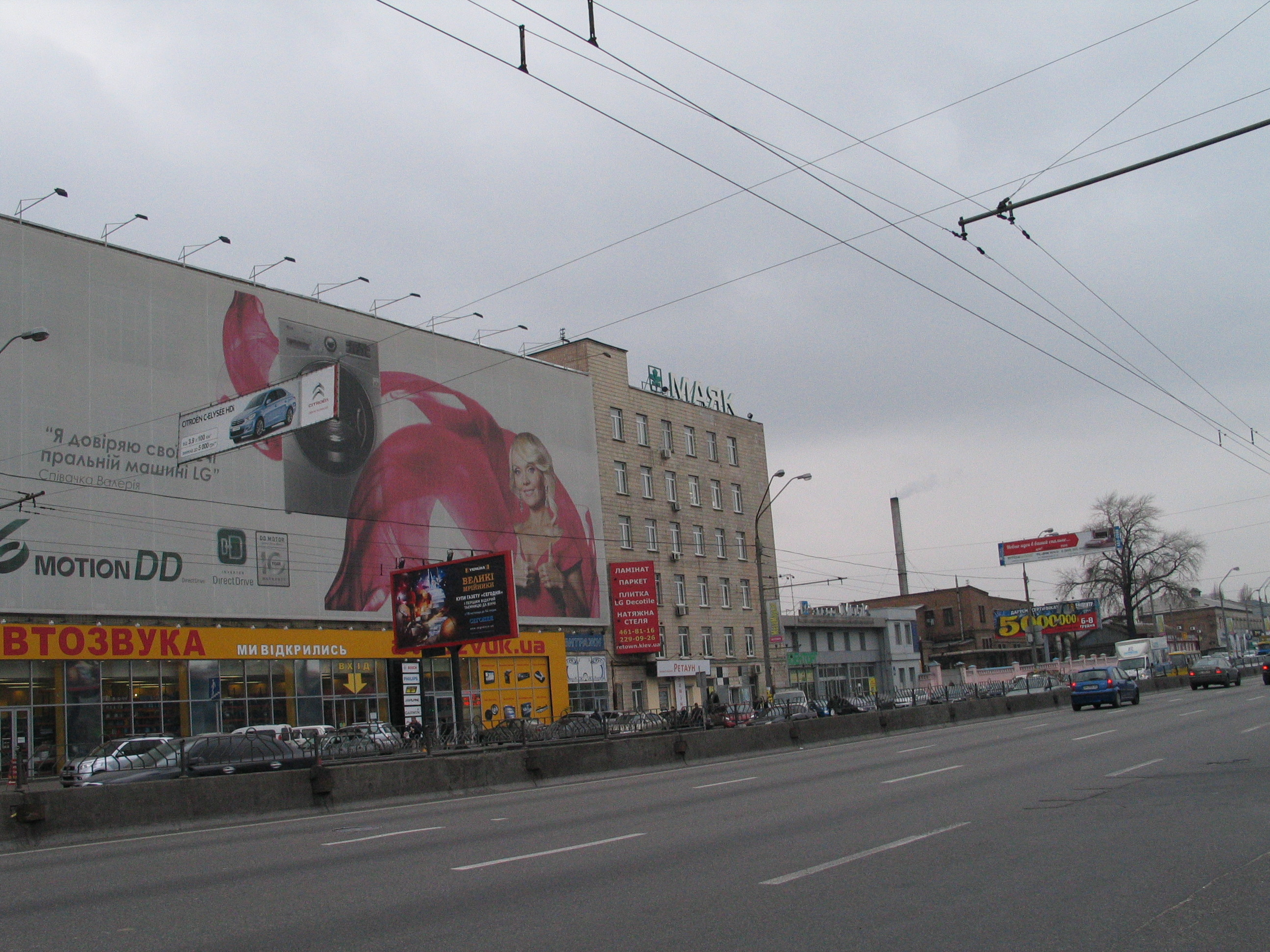
Fabryka "Majak".

- Narodowa Służba Zdrowia Ukrainy(inne języki) (nr 19).

Fabryki
- Fabryka Majak (nr 8).
- Fabryka materiałów żelbetonowych Poliśksilbud (nr 11).

Obiekty handlowe
- Supermarket elektroniki MehaMaks (nr 6).
- Centrum handlowo-rozrywkowe Mehamarket (nr 6).
- Rynek Petriwka (nr 8-A).
- Hipermarket Epicentr K (nr 11-A i 36-A).
- Centrum handlowe Alta-centr (nr 11-A).
- Hipermarket Auchan-Petriwka (nr 15-A).
- Centrum handlowe Makros (nr 16-B).
- Centrum handlowe Plazma (nr 20-B).
- Supermarket elektroniki Fokstrot (nr 21).
- Centrum handlowe Horod'OK (nr 23).
- Supermarket elektroniki Eldorado (nr 23).
- Supermarket FOZZIv (nr 23).
- Salon samochodowy Toyota City Plaza (nr 24-B).
- Salon samochodowy Winner Automotive (nr 24-D).
- Hipermarket METRO Cash & Carry (nr 26-В).
- Hipermarket sprzętów domowych FoxMart (nr 34-A).
- Centrum handlowo-rozrywkowe Blockbuster (nr 34-B).

Zakłady kultury
- Kino IMAX (nr 34-В).

Placówki banków
- PUMB (nr 6 i 11-A).
- Ukrsibbank (nr 8).
- Bank Piwdenny (nr 8).
- Raiffeisen Bank (nr 9).
- PrywatBank (nr 21).
- Kredobank (nr 21).